# 쇠기름
쇠기름(영어: beef fat) 또는 우지(牛脂)는 소에서 채취한 기름을 일컫는다.

## 같이 보기
- 라드
- 탤로
- 양기름